# Glinno (powiat poznański)
Glinno – wyludniona wieś w gminie Suchy Las, w powiecie poznańskim, w województwie wielkopolskim. U schyłku wieku XIX mieszkało tam 113 osób. 
W Glinnie w 1757 urodził się Wojciech Bogusławski. W 1940 wieś włączono w obszar poligonu w Biedrusku i wyludniono, w 1947 zburzono dwór Bogusławskich. Inne źródła podają, że w 1951 roku dworek spłonął. 
23 lipca 2008, w dniu rocznicy śmierci Wojciecha Bogusławskiego, odbyło się symboliczne przeniesienie jego grobu z Cmentarza Powązkowskiego do Glinna. Tego dnia została wkopana urna z ziemią pobraną z miejsca dotychczasowego pochówku oraz ustawiony kamień symbolizujący grób z napisem:
„Ziemia z Cmentarza Powązkowskiego w Warszawie miejsca pochowania Wojciecha Bogusławskiego władze gminy Suchy Las 2008”.

## Legenda o drzewie w Glinnie
Według legendy przy drodze z Glinna do Chojnicy stał wielki, stary dąb, na którym podobno powiesił się kominiarz. Miejscowi uważali, że jego duch nawiedza tamtejsze ziemie, dlatego omijali to miejsce. Próbowano odpędzić złe moce, wieszając krzyż i religijny obraz, jednak bez efektu. Dziś po dębie nie ma już śladu.